# マリー (南オーストラリア州)

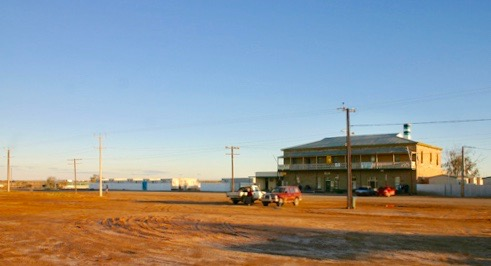
マリー・ホテル

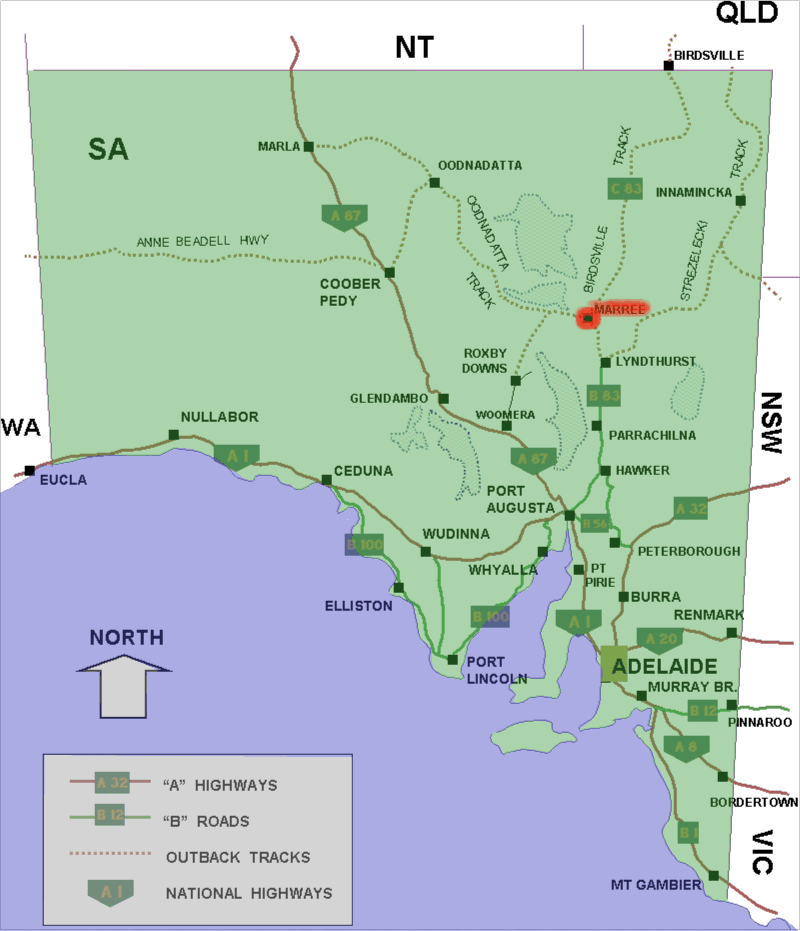
南オーストラリア州におけるマリーの位置。

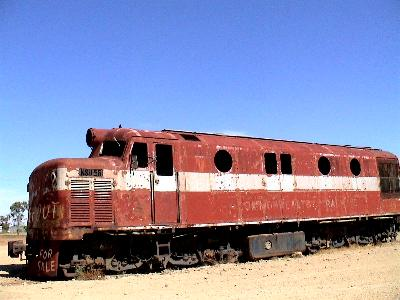
マリーにある、かつてのザ・ガンの機関車。

マリー、ないし、マーリー (Marree) は、オーストラリアの南オーストラリア州北部に位置する小さな町。アデレードの北方685km、ウードナダッタ・トラック (Oodnadatta Track) とバーズビル・トラック (Birdsville Track) の接続点に位置しており、海抜49mである。この地域は、ディヤリ族 (Diyari) の伝統的居住地である。2011年国勢調査において、南オーストラリア州の北東部全域からなるマリー地区の人口は634人であり、人口の7割は男性であった。マリーの町には、およそ60人の人口がある。雇用の大部分は、鉱業、農業、宿泊業による。
マリーには、オーストラリアで最初のモスクであるマリー・モスク (Marree Mosque) があるが、これは町が開設された当時に雇われていたアフガン (Afghan) と称されるラクダのキャラバンのラクダ使いたちが、泥レンガ (mudbrick) を積んで築いたものである。一時期には、マリーの町にはヨーロッパ人の町とアフガンやアボリジニたちの町の2つに分断されていた。

## 歴史
この地域を最初に探険したヨーロッパ人は、1840年にこの辺りを通ったエドワード・ジョン・エアであった。1859年には、探検家ジョン・マクドゥオール・ステュアート (John McDouall Stuart) が、ドイツ人の植物学者ハーゴット (Herrgott) とともに当地を訪れて泉を発見し、この同行者の名を泉に命名した。当初、この一帯は「ハーゴット・スプリングス (Herrgott/Hergott Springs)」と称されていたが、1883年に、泉の南方4kmの場所に、計画中の鉄道に駅を設ける準備がなされる中で「マリー (Marree)」という名が使われた。マリーは、先住民の言葉でポッサムを意味するものとされている。しかし、鉄道駅は、結局「ハーゴット・スプリングス」と命名され、町の名前も従前のままとなった。駅名が「マリー」に変更されたのは、1917年、第一次世界大戦中の反ドイツ感情の高まりを受けてのことであった。
2014年のイギリスのコメディ映画『The Inbetweeners 2』の一部は、オーストラリアを舞台としており、マリーで撮影が行われた。

## 初期の交通
中央オーストラリア鉄道 (Central Australia Railway) が町に到達したのは1883年であり、列車の運行開始は1884年1月であった。鉄道の終点となったマリーは、畜産業にとって大きな集散拠点となった。1920年代には、マリーから先へ、ノーザンテリトリー（北部準州）のアリススプリングスまで鉄道が延伸した。1929年に延伸が完了して以降は、この路線をザ・ガンとして知られることになった旅客列車が走るようになった。1957年、マリー以南の鉄道は標準軌により、リー・クリーク (Leigh Creek) からポートオーガスタへの石炭の運搬に資するように、より平坦な線形で敷設し直された。しかし、マリーから先は狭軌のままで残されたため、マリーは、ザ・ガンの運行上、異なる軌間の接続点 (break-of-gauge) となった。1980年、マレーからアリススプリングスまでの狭軌線は廃止され、従来の路線のはるか西方にアデレード＝アリススプリングス線 (Adelaide to Alice Springs line) が開通した。1986年、リー・クリークの炭田からマリーまでの標準軌線が廃止され、 マリーは鉄道路線を完全に失った。
マリー出身の人物としては、マリーからクイーンズランド州バーズビル (Birdsville) まで、片道700kmの距離を往来して郵便物を運ぶトラック運転していた男たちのひとりトム・クルーズ (Tom Kruse) がいた。そのルートは、オーストラリアの中でも最も過酷な、砂漠や岩漠を通り、荷物を満載したトラックがこれを走破するということ自体が驚くべき偉業であった。クルーズのバーズビル郵便配送に関する何百点もの写真、文書、その他の記念物は、マリー・ホテルに展示されている。

## マリー・マン

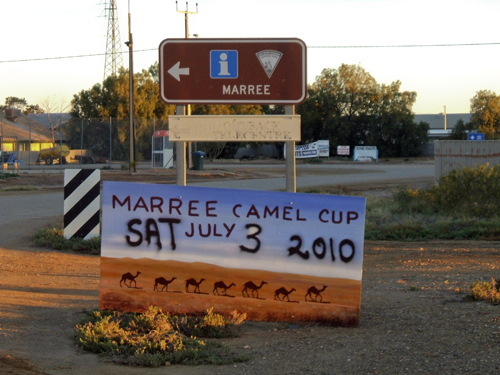
ラクダのレース「Marree's Camel Cup」の告知

マリーという地名は、1998年にマリーの西方60kmほどの場所に大地に描かれた人物の地上絵が発見され、「マリー・マン (Marree Man)」と名付けられた際に、一時的に世界中に広まった。この地上絵を州の象徴的事物にしていこうという声もあったが、地元の住民たちは無関心であり、自然のまま消えてゆくままに任せるべきだと考えている。

## 政治

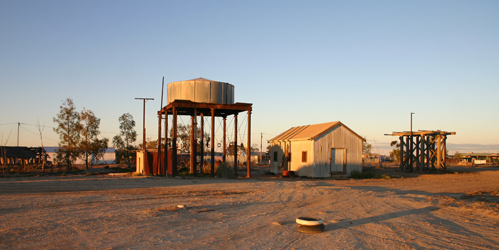
2010年7月撮影

マリーは、オーストラリア連邦議会のグレイ選挙区 (Division of Grey)、南オーストラリア州議会 (South Australian House of Assembly) のスチュアート選挙区 (Electoral district of Stuart) に属している。マリーは地方自治体が行なわれている領域の外にあり、アウトバック・コミュニティ庁 (Outback Communities Authority) が行政を担っている。

## 気候
オーストラリア内陸部の多くの地域と同じように、砂漠の環境に置かれているマリーには、非常に暑く、乾燥した気候がある。10月から4月の南半球の夏には、摂氏40度を超える気温が毎月観測され、降水はほとんどなく、年に1回から5回ほど経験される短時間の激しい降雨か、冬季に寒冷前線が北上してチラリ砂漠 (Tirari Desert) を超えるところまで貫入した場合にくらいしか、降水は生じない。
| マリー (Marree)の気候  | マリー (Marree)の気候 | マリー (Marree)の気候 | マリー (Marree)の気候 | マリー (Marree)の気候 | マリー (Marree)の気候 | マリー (Marree)の気候 | マリー (Marree)の気候 | マリー (Marree)の気候 | マリー (Marree)の気候 | マリー (Marree)の気候 | マリー (Marree)の気候 | マリー (Marree)の気候 | マリー (Marree)の気候 |
| 月                     | 1月                   | 2月                   | 3月                   | 4月                   | 5月                   | 6月                   | 7月                   | 8月                   | 9月                   | 10月                  | 11月                  | 12月                  | 年                    |
| ---------------------- | --------------------- | --------------------- | --------------------- | --------------------- | --------------------- | --------------------- | --------------------- | --------------------- | --------------------- | --------------------- | --------------------- | --------------------- | --------------------- |
| 最高気温記録 °C （°F） | 49.4 (120.9)          | 47.9 (118.2)          | 46.1 (115)            | 40.1 (104.2)          | 33.9 (93)             | 30.1 (86.2)           | 29.6 (85.3)           | 35.0 (95)             | 39.5 (103.1)          | 43.7 (110.7)          | 47.4 (117.3)          | 49.0 (120.2)          | 49.4 (120.9)          |
| 平均最高気温 °C （°F） | 37.9 (100.2)          | 36.8 (98.2)           | 33.9 (93)             | 28.5 (83.3)           | 23.1 (73.6)           | 19.6 (67.3)           | 19.1 (66.4)           | 21.4 (70.5)           | 25.7 (78.3)           | 29.5 (85.1)           | 33.3 (91.9)           | 36.1 (97)             | 28.7 (83.7)           |
| 平均最低気温 °C （°F） | 21.4 (70.5)           | 21.1 (70)             | 18.0 (64.4)           | 13.3 (55.9)           | 8.9 (48)              | 5.9 (42.6)            | 4.9 (40.8)            | 6.3 (43.3)            | 9.8 (49.6)            | 13.4 (56.1)           | 16.9 (62.4)           | 19.5 (67.1)           | 13.3 (55.9)           |
| 最低気温記録 °C （°F） | 10.0 (50)             | 10.6 (51.1)           | 7.8 (46)              | 2.8 (37)              | 0.0 (32)              | −2.8 (27)             | −2.8 (27)             | −1.4 (29.5)           | −1.1 (30)             | 1.0 (33.8)            | 7.2 (45)              | 10.2 (50.4)           | −2.8 (27)             |
| 降水量 mm （inch）     | 17.2 (0.677)          | 21.2 (0.835)          | 14.4 (0.567)          | 10.7 (0.421)          | 13.3 (0.524)          | 13.7 (0.539)          | 10.0 (0.394)          | 9.0 (0.354)           | 10.5 (0.413)          | 13.2 (0.52)           | 12.0 (0.472)          | 16.5 (0.65)           | 161.8 (6.37)          |
| 平均降水日数           | 2.3                   | 2.2                   | 1.9                   | 1.8                   | 2.5                   | 3.1                   | 2.7                   | 2.5                   | 2.4                   | 2.9                   | 2.7                   | 2.5                   | 29.5                  |
| 出典：                 |                       |                       |                       |                       |                       |                       |                       |                       |                       |                       |                       |                       |                       |